# Macquillania
Macquillania is een geslacht van rechtvleugeligen uit de familie doornsprinkhanen (Tetrigidae). De wetenschappelijke naam van dit geslacht is voor het eerst geldig gepubliceerd in 1972 door Günther.

## Soorten
Het geslacht Macquillania omvat de volgende soorten:
- Macquillania cuspidata Günther, 1972
- Macquillania pacificus Günther, 1935